# Monk (album)
Pour les articles homonymes, voir Monk (homonymie).
Albums de Thelonious Monk
Thelonious Monk Trio
(1954) Thelonious Monk and Sonny Rollins
(1954)
Monk est un album du pianiste de jazz Thelonious Monk sorti en 1954 sur le label Prestige. Les titres de cet album sont enregistrés en deux séances et avec deux quintets différents. Monk est accompagné par le saxophoniste ténor Sonny Rollins, de Percy Heath à la contrebasse, de Julius Watkins au cor d'harmonie et du jeune batteur Willie Jones. La deuxième formation est composée du saxophoniste Frank Foster, du trompettiste Ray Copeland, de Curly Russell à la contrebasse et enfin de Art Blakey à la batterie.

## Contexte

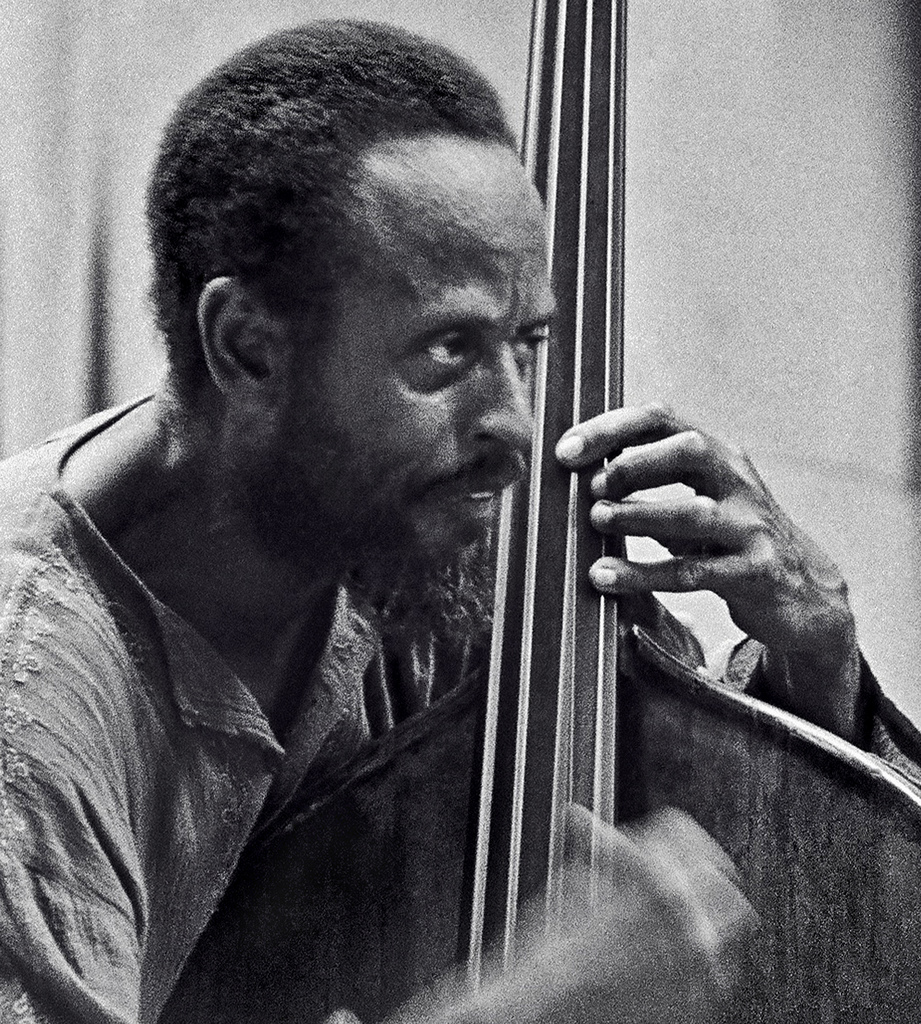
Percy Heath

La première session d'enregistrement se déroule le 13 novembre 1953 aux WOR Studios à New York. Pour cette session Ray Copeland se présente aux studios souffrant et presque aphone. Il est rapidement remplacé par le jeune Julius Watkins, qui découvre les compositions et doit donc rapidement s'adapter afin d'interpréter la musique souhaitée par Monk, d'autant qu'il n'a jusque-là jamais enregistré avec le pianiste. Percy Heath et Willie Jones arrivent successivement au studio où les enregistrements doivent débuter à 14h. Monk et Rollins sont attendus avec impatience et arrivent finalement avec près d'une heure de retard, leur taxi ayant heurté l'arrière d'une moto, sans faire de blessé. Malgré ces problèmes, l'ingénieur Doug Hawkins enregistre cet après-midi-là trois morceaux (titres 5, 6 et 7),.
La deuxième session a lieu le 11 mai 1954 au Rudy Van Gelder Studio situé à Hackensack (New Jersey) où quatre autres morceaux y sont enregistrés (titres 1 à 4). Sur cette session, Monk ne fait pas intervenir Sonny Rollins mais choisi Frank Foster, jeune saxophoniste âgé de 25 ans et venant de Cincinnati qu'il associe à Art Blakey et Curley Russell, deux musiciens expérimentés et à Ray Copeland qui cette fois-ci intègre le groupe.
| Musicien        | Instrument      | Titre |  | Équipe technique                       |                               |
| --------------- | --------------- | ----- |  | -------------------------------------- | ----------------------------- |
| Thelonious Monk | piano           | 1 - 7 |  | Bob Weinstock, Ira Gitler (titres 5-7) | Producteur                    |
| Ray Copeland    | trompette       | 1 - 4 |  | Rudy Van Gelder                        | Ingénieur du son, liner notes |
| Frank Foster    | saxophone ténor | 1 - 4 |  | Ira Gitler                             | Liner notes d'origine         |
| Curly Russell   | contrebasse     | 1 - 4 |  | Doug Hawkins                           | Ingénieur                     |
| Art Blakey      | batterie        | 1 - 4 |  |                                        |                               |
| Sonny Rollins   | saxophone ténor | 5 - 7 |  |                                        |                               |
| Percy Heath     | contrebasse     | 5 - 7 |  |                                        |                               |
| Julius Watkins  | cor d'harmonie  | 5 - 7 |  |                                        |                               |
| Willie Jones    | batterie        | 5 - 7 |  |                                        |                               |

## Titres
L'album contient sept titres, tous composés par Thelonious Monk à l'exception du standard Smoke Gets in Your Eyes. Monk compose aussi le morceau Friday the Thirteenth au cours de cette journée du vendredi 13 qui avait si mal commencée et le titre paraît finalement un peu plus tard la même année sur l'album Thelonious Monk and Sonny Rollins .
Sur le titre We See Monk entame un solo puis est suivi par Foster et Copeland. Monk nomme à l'origine ce morceau Weetee qui est le surnom de sa nièce puis à la suite d'une erreur de traduction il devient We See.
Locomotive est un morceau très rythmé et construit de manière inhabituelle sur 20 mesures (8-8-4). Monk ayant passé son enfance près des gares de San Juan Hill et Rocky Mount, il interprète ici avec talent par un tempo lent et lourd l'arrivée au ralenti d'un train en gare.
Hackensack rend hommage à l'ingénieur Rudy Van Gelder et est le nom de la ville dans le New Jersey où est situé son studio d'enregistrement. Le titre est une variante du morceau Rifftide de Coleman Hawkins.
Think of One débute par un solo de Monk suivi par Rollins et Watkins. La mélodie sur la « prise 2 » est mieux jouée tandis que les solos de la « prise 1 » sont meilleurs.
| N° | Titre                   | Compositeur               | Durée |
| -- | ----------------------- | ------------------------- | ----- |
| 1. | We See                  | Thelonious Monk           | 5:16  |
| 2. | Smoke Gets in Your Eyes | Jerome Kern, Otto Harbach | 4:34  |
| 3. | Locomotive              | Thelonious Monk           | 6:23  |
| 4. | Hackensack              | Thelonious Monk           | 5:13  |
| 5. | Let's Call This         | Thelonious Monk           | 5:08  |
| 6. | Think of One [prise 2]  | Thelonious Monk           | 5:47  |
| 7. | Think of One [prise 1]  | Thelonious Monk           | 5:37  |